# Eurema mandarinula
Eurema mandarinula é uma borboleta da família Pieridae. Ela é encontrada na República Democrática do Congo, Ruanda, Burundi, Uganda, Quénia, Tanzânia, nordeste da Zâmbia e Malawi. O habitat natural desta borboleta consiste em áreas semi-montana herborizadas e em torno de florestas.